# Зимин, Алексей Николаевич
Алексей Николаевич Зимин (16 (28) июня 1871, Зарайск, Рязанская губерния — 9 февраля 1934, Новосибирск) — хирург, оториноларинголог, профессор Томского государственного университета.

## Биография
Алексей Зимин родился 16 (28) июня 1871 года в семье Николая Васильевича Зимина (род. 1843), служившего священником Вознесенской церкви в Зарайске, и Елизаветы Николаевны (род. 1851); в семье было еще семеро детей. Окончив Зарайское духовное училище в 1885 году, Алексей поступил в Рязанскую духовную семинарию, из котором выпустился в 1891. Затем он поступил на медицинский факультет Томского университета, который с отличием окончил в 1897 году, получив степень лекаря. После получения высшего образования Зимин служил земским врачом третьего медицинского участка в селе Верхне-Белоомут родного, Зарайского, уезда; 1 августа 1899 года он стал ординатором в факультетской хирургической клинике Томского университета, но уже летом 1900 был призван на военную службу в Русскую императорскую армию, где стал заведующим приемным покоем в селе Албадин (Приморская область) до своего увольнения в запас в январе 1901.
1 августа 1902 года Алексей Зимин был отчислен от должности ординатора клиники «за выслугой установленного трехлетнего срока»; находясь в отставке ездил в Зарайск, а также — в Санкт-Петербург и Москву. 1 января 1903 года, по ходатайству профессора Н. А. Роговича, Зимин был избран исполняющим дела ассистента при хирургической факультетской клинике университета. В связи с началом Русско-японской воины, он был вновь призван на действительную службу: 10 февраля 1904 годы получил пост младшего ординатором в 177-го полевом подвижном госпитале при 3-й Сибирской пехотной дивизии, а с ноября состоял старшим ординатором 56-го госпиталя; был награжден боевыми орденами, а в 1913 году оставил воспоминания о войне («Воспоминания врача о русско-японской войне»).
После своего увольнения в запас в 1906 году Алексей Зимин вернулся Томский университет, где занялся бактериологией: работал в Бактериологическом институте под руководством профессора П. В. Бутягина; организовал службу детской ортопедии в Томске. 22 мая 1908 года Зимин успешно защитил диссертацию на соискание ученой степени доктора медицины, озаглавленную им «К учению о влиянии наркоза эфиром и хлороформом на бактерицидность крови и фагоцитоз»: в работе он попытался проследить влияние наркоза эфиром и хлороформом на бактерицидность крови. С 1 сентября он стал ассистентом хирургической клиники, а с 25 марта по 1 сентября 1909 года — находился в командировке в европейской части Российской империи, а также ездил в Берлин и Вену.
23 ноября 1909 года Зимин стал приват-доцентом и клиническим ассистентом томской клиники: во втором семестре 1909/1910 учебного года вел частный курс «Болезни носа и горла». В период 1914—1915 годов он состоял исполняющим дела заведующего хирургической факультетской клиникой. После Октябрьской революции, в 1920 года, Алексей Зимин вошел в число профессоров клиники «как состоявший доцентом и пробывший три и более лет в звании приват-доцента»; стал также старшим ассистентом и возглавлял хирургическое отделение Томской городской больницы. 1 сентября 1924 по 16 мая 1925 года являлся деканом всего медицинского факультета, продолжая читать курсы по болезням уха, горла и носа, а также — их диагностики и терапии.
В апреле 1927 года Алексей Зимин участвовал в работе Второго Всесоюзного (Пятого Всероссийского) съезда оториноларингологов, проходившего в Москве. Более десяти лет он являлся председателем Томского общества практических врачей, объединенного в советское время с секцией врачей Союза медикосантруд. Кроме того он являлся одним из основателей «Томского общества попечения о глухонемых», председателем которого состоял. Был кадетом и входил в Академический союз при университете. В 1926 году он стал председателем организационного комитета по созыву Первого Сибирского съезда врачей, прошедшего в Томске. 13 ноября 1929 года перешел на работу в Институт усовершенствования врачей, в котором стал заведующим кафедрой и организовал клинику болезней уха, горла и носа; являлся ученым секретарем института. В 1932 году, вместе с институтом, переехал в Новосибирск; после смерти Зимина, произошедшей 9 февраля 1934 года от кровоизлияния в мозг, его имя было присвоено созданной им клинике.

## Работы
Алексей Зимин являлся автором более шести десятков научных работ, опубликованных как в российских и советских, так и в зарубежных изданиях; он также состоял редактором одного из отделов «Сибирского медицинского журнала»:
- Случай закрытия потери в черепе надкостнично-костным лоскутом из большеберцовой кости (по Seydel’ю) // Врач. 1900. № 40;
- Первый случай риносклеромы в Сибири // Врачебные ведомости. 1903. № 22;
- Об окоченении сердечной мышцы // Русский врач. 1904. № 9;
- Eine neue Methode der Gastroenterostomie // Arch. F. Klin. Chirurg. 1907. Bd. 82;
- К учению о влиянии хлороформа и эфира на бактерицидность крови и фагоцитоз. Томск, 1908 (ИТУ. 1909. Кн. 32);
- Камфорное масло в лечении и предупреждении перитонитов // Сиб. врачебная газ. 1912. № 1;
- К учению о всасывании из полости живота // Врачебная газ. 1912. № 22;
- Воспоминания врача о русско-японской войне. Иркутск, 1913;
- Предложение нового способа исследования слуха // Сиб. мед. ж. 1922. № 5-6;
- Болезни уха, горла, носа. Новосибирск, 1935.

## Семья
В 1909 году Зимин женился на вдове Марии Сергеевне Ильиной, состоявшей учительницей в городской школы; в семье было двое детей: Николай (род. 1911) и Елена (род. 1913).

## Архивные источники
- ГАТО. Ф. 102. Оп. 1. Д. 804;
- ГАТО. Ф. 102. Оп. 2. Д. 1654;
- ГАТО. Ф. Р-815. Оп. 1. Д. 246;
- ГАТО. Ф. Р-815. Оп. 1. Д. 815;